# Madeleine Sandig
Madeleine Sandig (* 12. August 1983 in Frankfurt am Main) ist eine ehemalige deutsche Radrennfahrerin und mehrfache Deutsche Meisterin (2009–2011).

## Werdegang
1990, im Alter von sieben Jahren, begann Madeleine Sandig mit dem Radsport; sie fuhr sowohl Rennen auf der Bahn wie auf der Straße. 2003 sowie 2004 wurde sie Vize-Europameisterin (Nachwuchs) im Einzelzeitfahren auf der Straße, 2005 Europameisterin (U23).
2006 wurde Madeleine Sandig deutsche Meisterin im Punktefahren auf der Bahn. 2009 gewann sie mit ihrem Team von der Equipe Nürnberger das Mannschaftszeitfahren bei der Tour de l’Aude. 2010 wurde sie erneut deutsche Meisterin im Punktefahren sowie Dritte in der Einerverfolgung und deutsche Bergmeisterin im Radrennen.
Bei den Olympischen Spielen 2012 in London war Madeleine Sandig als Ersatzfahrerin für die Mannschaftsverfolgung vorgesehen, wurde aber nicht eingesetzt. Obwohl sie alle Qualifikationen für die Spiele erfolgreich bestritten hatte, wurde ihr schließlich die mehrfache Weltmeisterin Judith Arndt vorgezogen. 
Im November 2012 erklärte Sandig auch aus Enttäuschung über diese Entscheidung ihren Rücktritt vom aktiven Radsport.
Am Osterwochenende 2014 heiratete sie ihren langjährigen Lebensgefährten, den Bahnsprinter Maximilian Levy, mit dem sie zwei Töchter und einen Sohn hat (Stand 2020). Die Familie lebt in Cottbus.